# Genetta cristata
Espèce
Synonymes
- Genetta bini Rosevear, 1974[1]
- Genetta servalina cristata[2]

Statut de conservation UICN

 VU A2cd : Vulnérable
Genetta cristata est une espèce de mammifères carnivores de la famille des Viverridés. Les Viverridés sont une famille de mammifères carnivores de taille moyenne (environ 90 cm de longueur totale), au corps allongé et aux pattes assez courtes, avec une queue touffue annelée de noir aussi longue que le corps. Ils sont arboricoles, plutôt nocturnes et ne dédaignent pas de compléter leur régime carné par des fruits.

## Répartition
Genetta cristata se rencontre à la frontière entre le Cameroun et le Nigeria.

## Nom vernaculaire
Cette espèce est appelée communément Crested Servaline Genet en anglais.